# Hans Örn

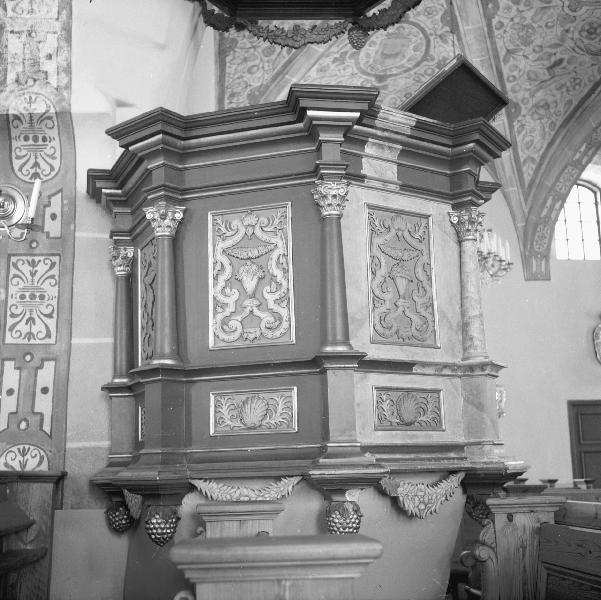
Predikstolen i Julita kyrka.

Hans Örn var en svensk snickare verksam under 1700-talets första hälft.
Örn var bosatt i Värmbol, Östra Vingåkers socken, Södermanland och var anlitad som kyrkosnickare i Södermanland. För Julita kyrka utförde han omkring 1730 en predikstol i den senbarocka stilen som var populär omkring 1700.    